# منشأة القناطر
منشأة القناطر مركز ومدينة في محافظة الجيزة، مصر. وهو أول مراكز محافظة الجيزة من الناحية الشمالية تم تأسيسه فصلا عن مركز ومدينة أوسيم عام 1998. يحده من الشمال محافظة المنوفية، ومن الجنوب مركز اوسيم، ومن الشرق نهر النيل وفرع رشيد ثم محافظة القليوبية، أمَّا من الغرب فيحده طريق اسكندرية الصحراوي ومركز ومدينة كرداسة.
تبلغ مساحة المركز حوالي 200 كم2 أو ما يعادل نحو 50 ألف فدان يضم المركز بالإضافة إلى مدينة القناطر تسع وحدات محلية قروية تضم في مجملها 23 قرية . ويبلغ عدد السكان 464889 ألف نسمة تقريباً.

## الجغرافيا
مساحة المركز حوالي 200 كم². يحده من الشمال محافظة المنوفية، من الجنوب مركز أوسيم، من الشرق نهر النيل وفرع رشيد ثم محافظة القليوبية، من الغرب طريق مصر/الإسكندرية الصحراوي ومركز ومدينة كرداسة.[1]

## التقسيمات الإدارية
يضم المركز بالإضافة إلى مدينة منشأة القناطر، تسع وحدات محلية قروية تضم في مجملها 23 قرية .
"التقسيمات الإدارية لمركز منشأة القناطر"
التقسيم	الوحدات التابعة
وحدة كفر حجازي	كفر حجازي، الزهاوي، ام دينار
وحدة نكلا	نكلا، جزاية
وحدة بهرمس، السيل، الحسانين
وحدة وردان	وردان، أتريس، أبو الحديد
وحدة برقاش	برقاش، منشأة رضوان، ذات الكوم
وحدة الجلاتمة	الجلاتمة، مناشي البلد، الإخصاص
وحدة أبو غالب	أبو غالب، القطا، الحاجر
وحدة المنصورية	المنصورية، عبد الصمد
وحدة بني سلامة	بني سلامة .